# Kereszty András
Kereszty András (Budapest, 1942. szeptember 21. – 2024. július 26.) magyar újságíró, író.

## Életpályája
Édesapja Dr. Kereszty Alfonz (1901–1981) orvos, sportorvos, a Testnevelési Főiskola (ma a Semmelweis Egyetem Testnevelési és Sporttudományi Kara) orvosi tanszékének vezetője. Édesanyja Somogyi Erzsébet színész, aki Lehozták nékem a csillagokat címmel naplót írt a rendszerváltozásról.
Kereszty András érettségi után újságíró lett a Népsport című sportnapilapnál, miközben 1962 és 1967 között elvégezte az Eötvös Loránd Tudományegyetem magyar–orosz szakát. Az egyetemen szerkesztette a Tiszta szívvel című irodalmi lapot és az Egyetemi Lapok irodalmi rovatát. 1965 után számos riportja jelent meg az Élet és Irodalom utolsó oldalán. 1968-ban az induló Magyar Hírlap munkatársa lett. 1969–70-ben a Press Trust of India ösztöndíjasaként 9 hónapot Indiában töltött, az indiai hírügynökségnél. 1970 őszén a Népszabadság külpolitikai rovatának munkatársa lett.
1974-ben hónapokon át tudósított a görögországi változásokról és a ciprusi török invázióról. 1974 őszén kinevezték a Magyar Távirati Iroda és a Népszabadság közös kairói tudósítójának. Megbízása 1980-ig tartott, közben rendszeresen utazott Afrikában és a Közel-Keleten, és a térség fegyveres konfliktusairól készített riportokat.
1980 és 1984 között a Népszabadság utazó tudósítója, 1984 és 1989 októbere között a Népszabadság washingtoni tudósítója volt.
1989 októberében a Népszabadság főszerkesztőjének első helyettese, majd az újság felelős szerkesztőjeként a volt pártlap átalakításának egyik irányítója. 1993 júniusában a Griff című rövid életű gazdasági hetilap főszerkesztője. 1994 és 1996 között a Fenyő János tulajdonába került Népszava főszerkesztőjeként dolgozott. A Fenyővel való konfliktusa miatt távozott a laptól.
1994 és 1997 között a MÚOSZ (Magyar Újságírók Országos Szövetsége) elnöke volt. 1996 után könyvkiadással foglalkozott. Cége adta ki többek között a Tények könyve sorozatot és a Ki kicsodát. 2005–2006-ban Brüsszelben tanácsadóként dolgozott. 1991-től tanított, előbb az ELTE-n, majd a Szegedi Tudományegyetem Budapesti Média Intézetében.
2017-től az Újnépszabadság című online lapot szerkesztette.
A magyaron kívül angolul, németül, oroszul beszélt. Szentendrén élt.

## Művei
Több száz újság- és folyóiratcikk mellett kilenc dokumentum- és riportkönyvet írt.
Írt egy regénysorozatot Politikai krimi első kézből címmel. Azokat az eseményeket írta meg, amelyeknek tudósítói munkája során részese volt. Az első regény 2009-ben jelent meg Merénylet az érsek ellen címmel, a sorozat második kötete pedig a 2010-ben elkészült Út a Holtak Városába. Az előbbi Cipruson, az utóbbi Egyiptomban játszódik.

### Könyvei
- A húszévesek városa. Kámai tudósítás; Kossuth, Budapest, 1975 ISBN 963-09-0496-9
- Égő cédrusok. Kossuth kiadó, 1976. ISBN 963-09-0822-0
- Piramis és Dávid-csillag. Magvető, 1981. ISBN 9632714733
- A hosszú villámháború, Kossuth kiadó, 1982. ISBN 963-09-2168-5
- Fáraó a XX. században. Anvar Szadat egyiptomi elnök élete; Magvető, Budapest, 1982 (Gyorsuló idő) ISBN 963-271-798-8
- A szkarabeusz napja, Móra kiadó, 1983. ISBN 963112925X
- A rakétatelepítés és a békemozgalom. Béke- és barátsági hónap; TIT–OBT, Budapest, 1983
- A Challenger-videó, Magvető, 1986. ISBN 9631410773
- A szakasz. Egy filmről, egy háborúról és egy generációról; Zrínyi, Budapest, 1988 ISBN 963326944X
- Íme, az elnök!, Krónika kiadó, 1988. ISBN 963 026098 0
- Merénylet az érsek ellen. Jószöveg Műhely Kiadó, 2009 (Politikai krimi első kézből) ISBN 9789637052897
- Szerelem és halál Kairóban; Jószöveg Műhely, Budapest, 2011 (Krimi elsőkézből)

## Díjai, elismerései
- Táncsics Mihály-díj (1992)
- Aranytoll (2021)